# 台灣農業

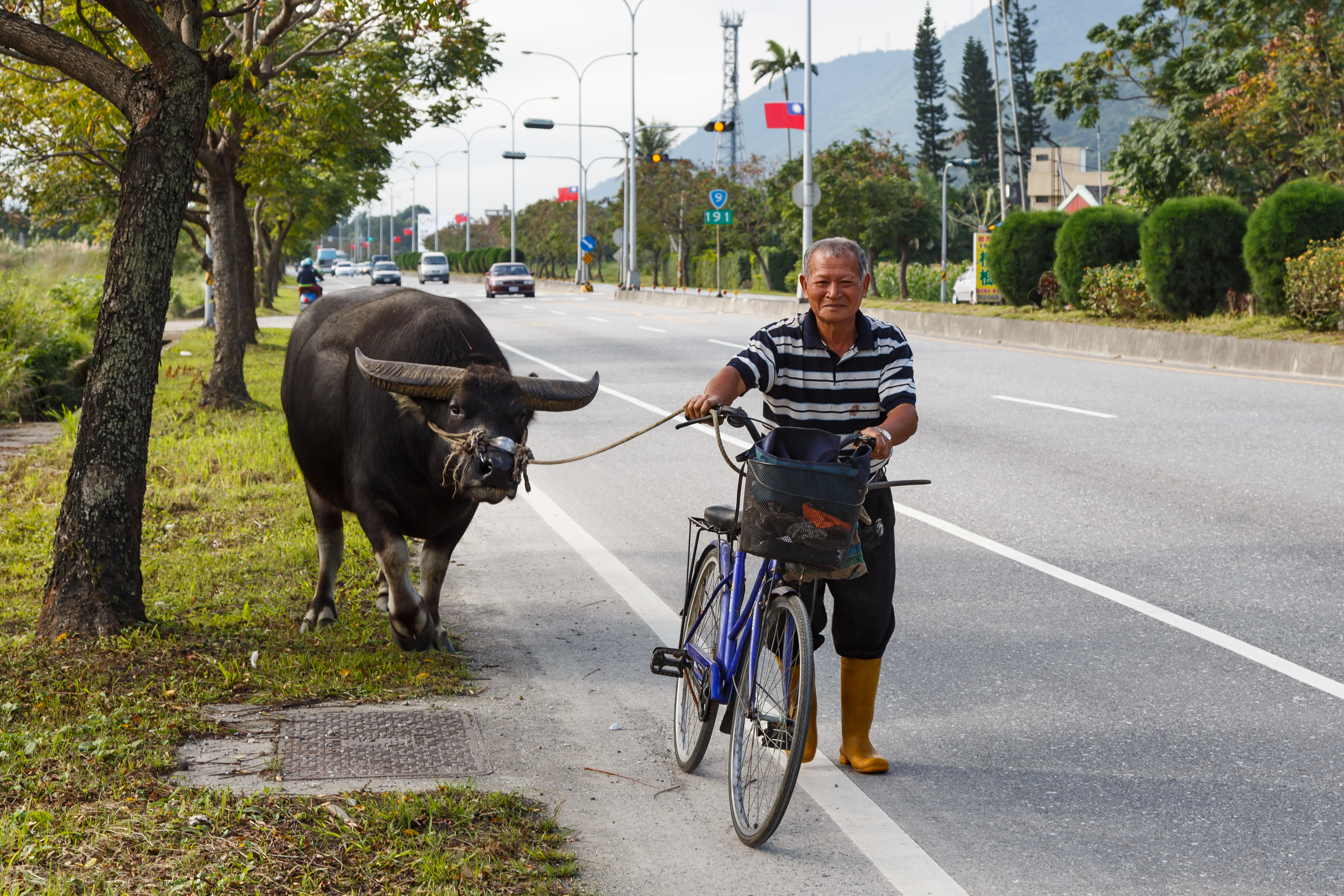
一位台湾农民。

農業是台灣的主要產業之一，它對台灣的糧食安全做出貢獻，也使農村得到發展及保育。台灣约有24%的土地用于农业。。

## 台灣農業史

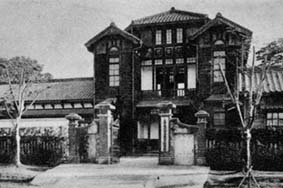
日治時期台南州嘉义农林学校

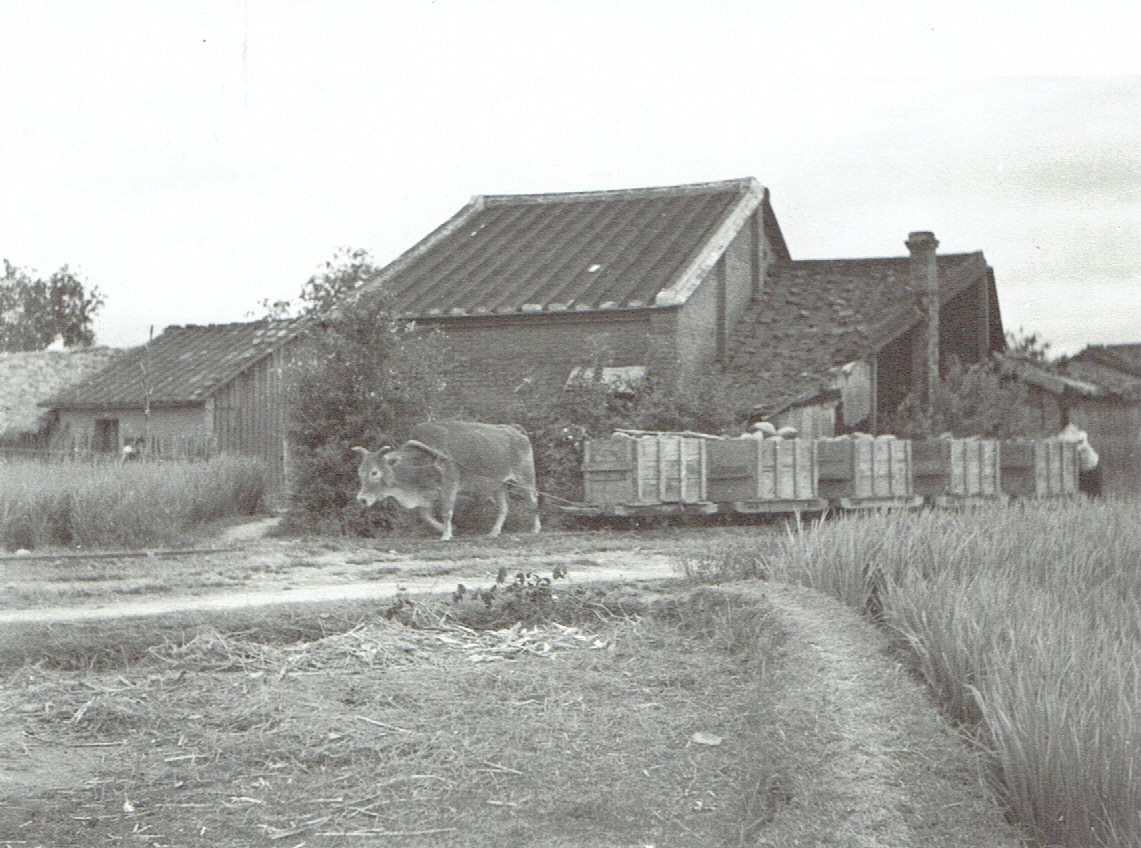
20世纪30年代台湾乡村的一列由牛拉動的窄轨列车

### 史前时期
农业自古以來就是台湾人生活的重要組成部分。在臺東縣长滨乡發現的距今約3萬至5萬年前的旧石器時代遗址中發掘出人们狩猎和捕鱼的遺跡。距今約5千至2千年前的新石器时代人们逐漸進入坐式生活型態，開始种植水稻及其他农作物，并已驯养动物。距今約2千年前的铁器时代，台湾北部沿海地区的居民開始制作铁器，使得粮食产量大幅增加。中國大陸居民最早從17世纪開始移居台灣，從事捕鱼、打猎和种植庄稼等活動。他们大多定居在台南周边區域。 

### 荷治時期
臺灣荷蘭統治時期，甘蔗及大米的产量得到提升。荷兰东印度公司在当時擁有台灣119平方公里的耕地。荷兰出口台湾農产品后，轉而从东南亚和美洲进口豌豆、番茄、蓮霧和芒果等農作物到台灣。 
荷兰將家養火雞引进台湾。

### 明鄭時期
臺灣明鄭時期從中国移民到台的人口已增長至20万人，耕地面积增長到了292平方公里，此時建立起土地使用權制度，也開始教導人们建造水库进行灌溉。当时稻米為主要農产品。中国大陆移民从华南地区带来了韭菜、大蒜、大白菜等43种蔬菜。

### 清治時期
臺灣清治時期，因中國大陆战乱和饥荒，移民到台的人數增加。知縣和在地士紳开始修築水圳進行大面積灌溉。1895年台灣耕地面積爲3506平方公里。
清領時期四大圳：
1. 康熙年間修築八堡圳，引濁水溪灌溉彰化平原，為清朝在台最大水利工程
2. 雍正年間修築豐原(葫蘆墩)貓霧拺圳，引大甲溪灌溉台中盆地
3. 乾隆年間修築台北瑠公圳，引新店溪水灌溉台北盆地
4. 道光年間修築高雄曹公圳，引高屏溪水灌溉，是唯一非民間號召，純由官方興建的水圳。

### 日治時期

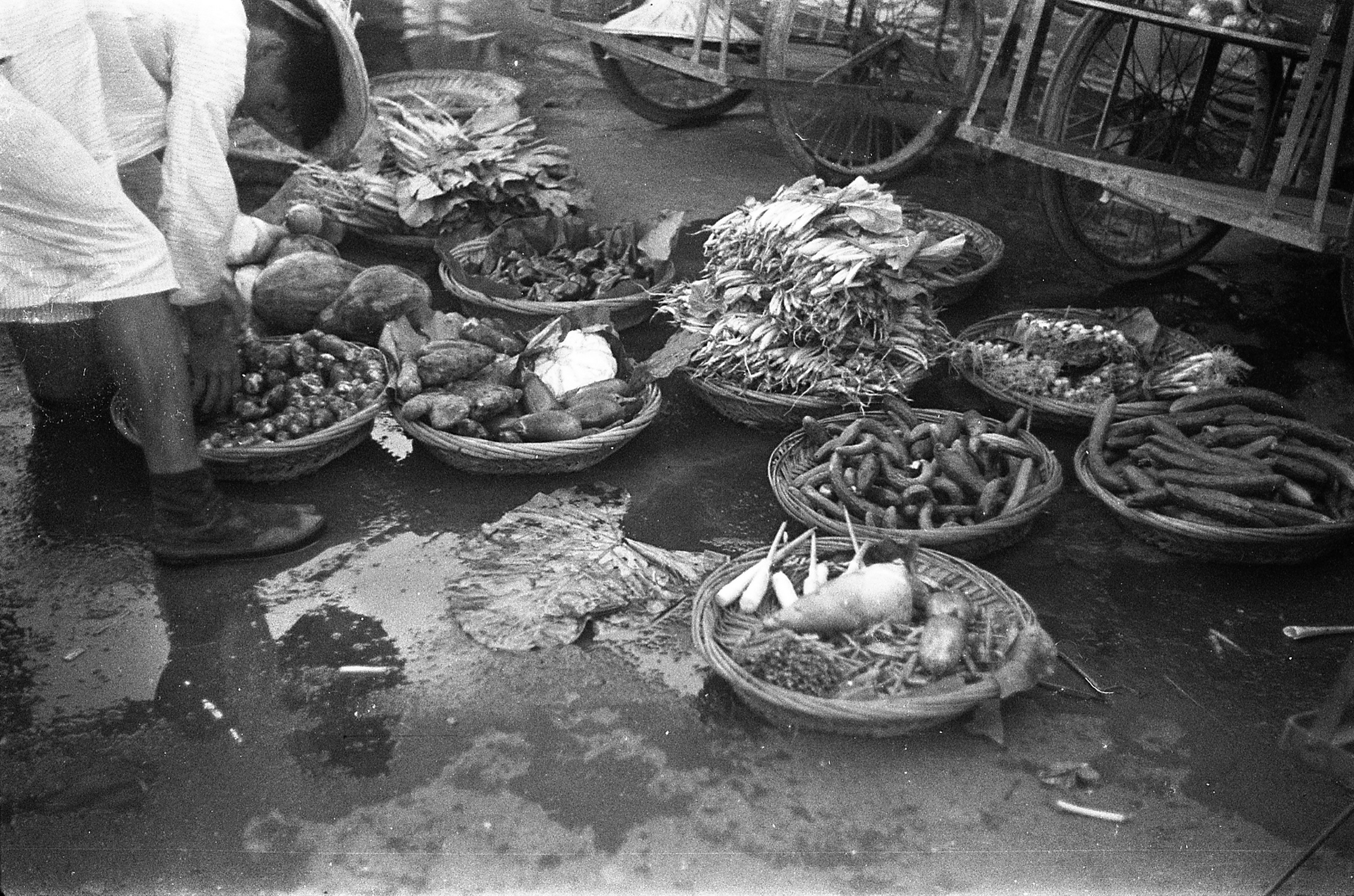
1938-1942年間台北的果蔬市場

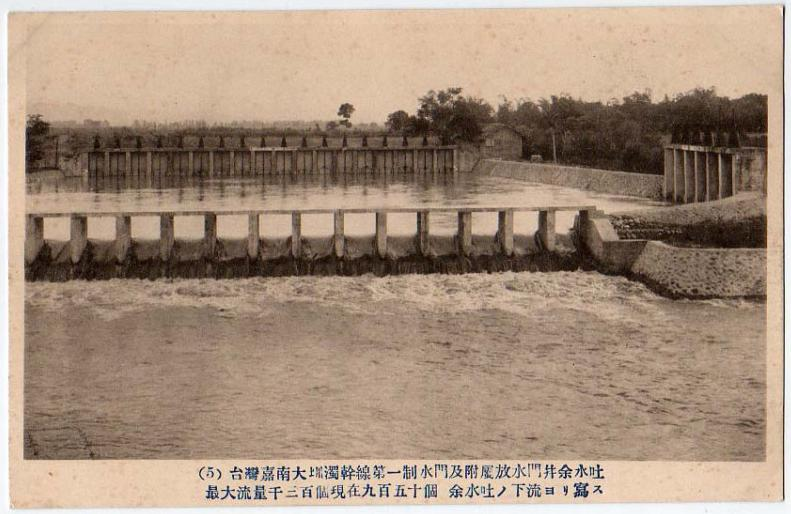
日治时期的嘉南大圳

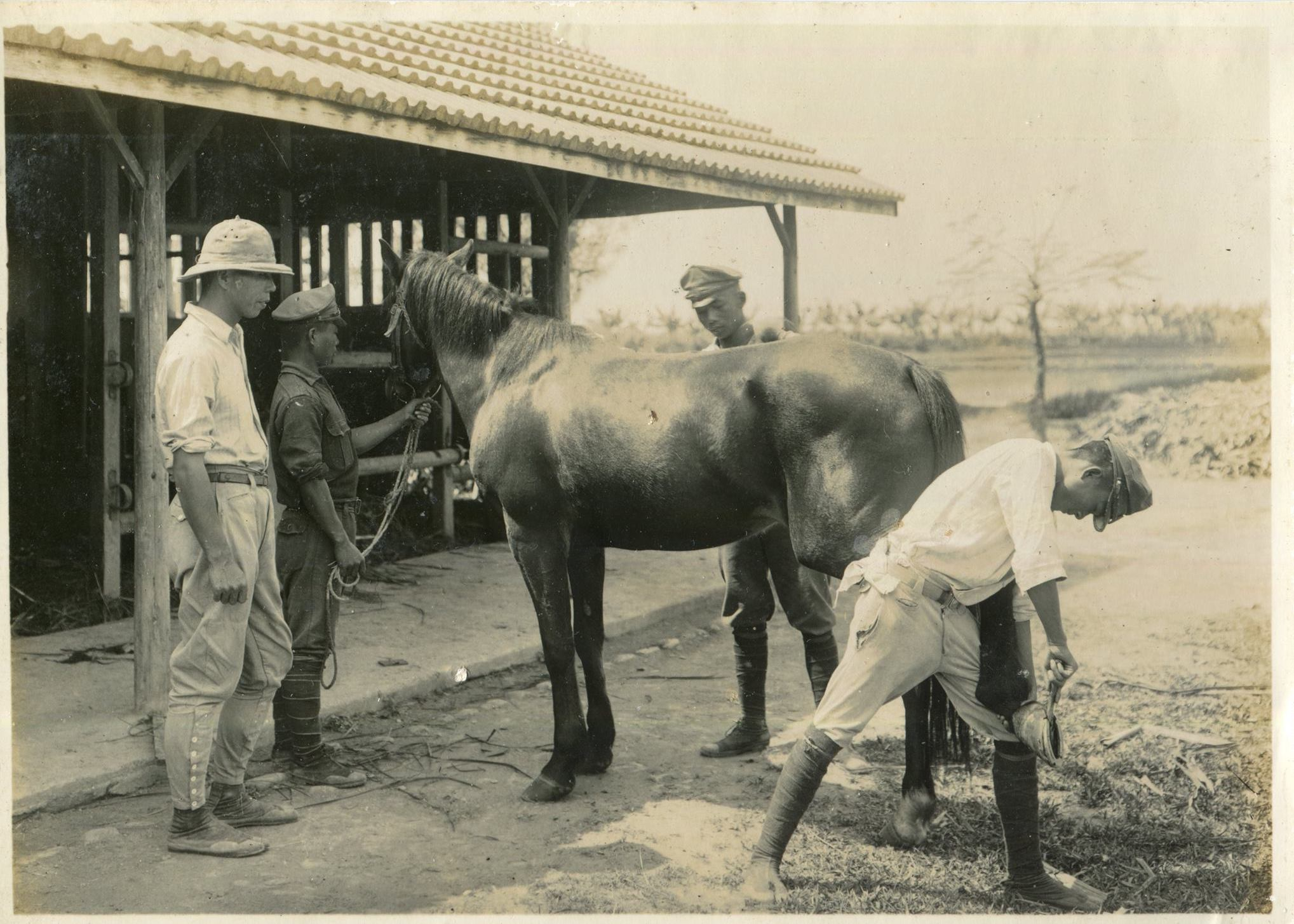
1938-1945年間屏東中學的農務活動

台灣日治時期農業了获得巨大发展与改進。日本建造了混凝土水坝、水库、引水道，形成了網絡化的灌溉系统，例如嘉南大圳。水稻和甘蔗的种植面积分别增长了74%及30%以上。当时还成立了农民协会。此时农业主导了台湾经济。1904年台湾有23%的土地面积用于农业。 
1895年日本在台灣创立了台湾农业研究所。
除了水利設施的興建，日本殖民政府對臺灣「蟲害」防治觀念的引入，也深刻影響當時的農業發展。《臺灣日日新報》在日治初期即有紀錄基隆、臺北、桃園、苗栗、臺中、南投、嘉義、臺南等地的蟲害。另外，曾任臺灣總督府農試驗場的新渡戶稻雄亦分類和分析害蟲，提出稻米生產中會有三成折損於蟲害，呼籲須致力害蟲的預防和驅除。
甲午戰爭後，日本快速工業化和都市化伴隨著大量的糧食消耗，成為殖民地的臺灣和朝鮮，便成為供應日本國內糧食的重要來源。於是解決威脅糧產的蟲害，成為日本政府關注的重點之一。於1921年，日本當局在基隆、臺北、新竹、員林、高雄等地建立植物檢查所，防堵進出臺灣的植物可能帶有的蟲害。除此之外，政府亦透過昆蟲學家調查和分析，頒布「臺灣害蟲驅除豫防施行規則」，讓地方政府能動用行政力量徵集驅蟲的人力，以及將驅蟲成本與業主佃農分攤。
19世紀快速發展的化學工業，為消滅啃食農作物的昆蟲帶來新的滅絕方法－化學農業。不過農藥的使用，仍未成為臺灣總督府水稻部門對付害蟲防治的主要手段，當時農村依舊採取以人力摘除植株的傳統方法，化學農藥的普及一直得等到戰後的美援時代。然而，日治時期對害蟲觀念的建立和推廣，仍為日後農藥使用和蟲害防治奠定一定的基礎。

### 中华民国時期

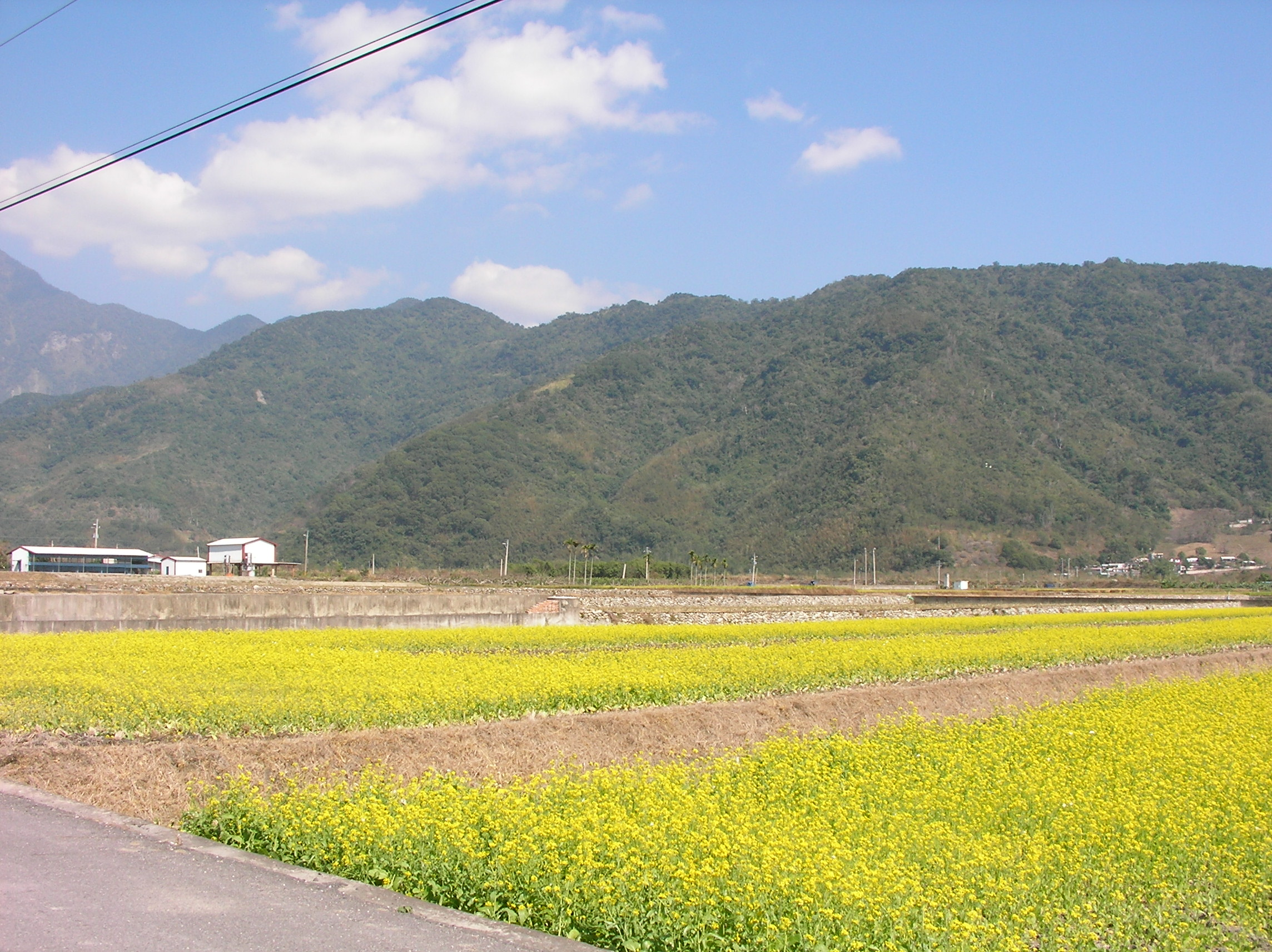
油菜田

台湾在1945年被移交给中华民国后，政府首先振兴农业以恢復二戰對台灣經濟造成的破壞，到了1953年完成恢复。在中國農村復興聯合委員會的帶領下，政府擴大了农业基础设施的建設，並提出了台灣土地改革方案：国府于1949年实行三七五减租，于1951年实行公地放领，于1953年实行耕者有其田。1956年，农業用地占台湾土地总面积的34% 。
台湾在1940年代后期开始了高速的经济增长和工业化。1963年工业产值超过农业产值。同样在1960年代，政府的經濟政策转向了以发展纺织、方便食品、消费电子產品等劳动密集型产业爲主的出口导向型經濟，最终使台湾与英屬香港、新加坡和韓國一起成为亚洲四小龙。随着越来越多人离开农村及劳动力成本上升，這对农业生產造成了影響。 
1970年代农业從主要產業轉变为辅助產業。当时政府出台了政策鼓励农民种植有机作物。1980年代因农村人口迁入城市，造成大量农地闲置，政府开始开放糧食进口。2002年1月1日，台湾以台澎金馬獨立關稅區的名义加入世界贸易组织，进一步傷害了台灣农业。作为對策，政府開發了觀光農業。
台湾农业虽然在经济中的重要性已大不如前，但現今台湾已成为全球垂直农业的领导者。因台湾在垂直农业技术和专业知识方面的高速发展，台湾企业常希望与国际企業合作。因台湾高度集中了LED、机器人、工程、数据处理等相關技术，從而使得垂直农业受益匪浅。 台湾的垂直农业专注于生产优质蔬菜，因价格比传统农产品高昂，所以主要与进口产品竞争。
最近政府出台了新政策期望活化所有的闲置农地，從而确保粮食安全、粮食自足，同時一并振兴农业。还引入了使该行业更具竞争力、更现代化和绿色化的政策，開始吸引大量城市青年务农。2009年农业委员会开始为新农民的教育和培训提供补贴，其中大部分人已拥有高等学位。 
2020年台湾农委员会拨出50亿元新台币贷款用於援助受新冠肺炎疫情影响的種植业、牲畜业、水产养殖业及其他类别的农业。贷款的优惠利率为0.79至1.68%。

## 与农业相关的官方组织

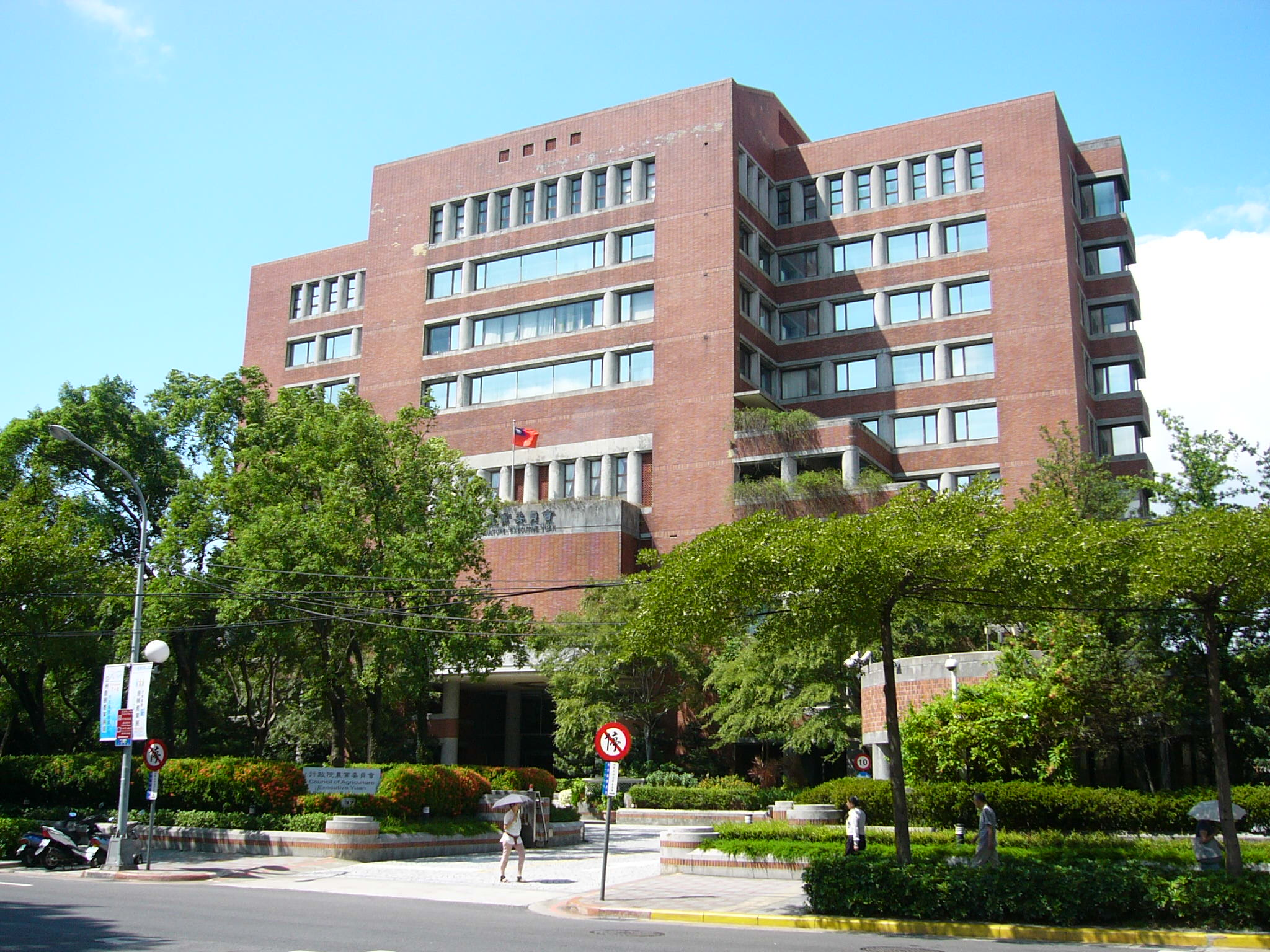
设于台北市的行政院农业委员会

台灣农业的主管機關爲行政院农业委员会，及农委会中的農糧署。台湾是亞蔬中心的总部所在地。台湾也是亚非农村发展组织、亚太经济合作组织、大西洋鮪類保育委員會和世界贸易组织等一系列与农业相关的國際组织成員。

## 农产品
2013年台湾农业部門主要分为四大产业，分别是種植業（47.88%）、畜牧业（31.16%）、渔业（20.87%）和林业（0.09%）。全年农业部門总产量约为690万公吨。

### 稻米

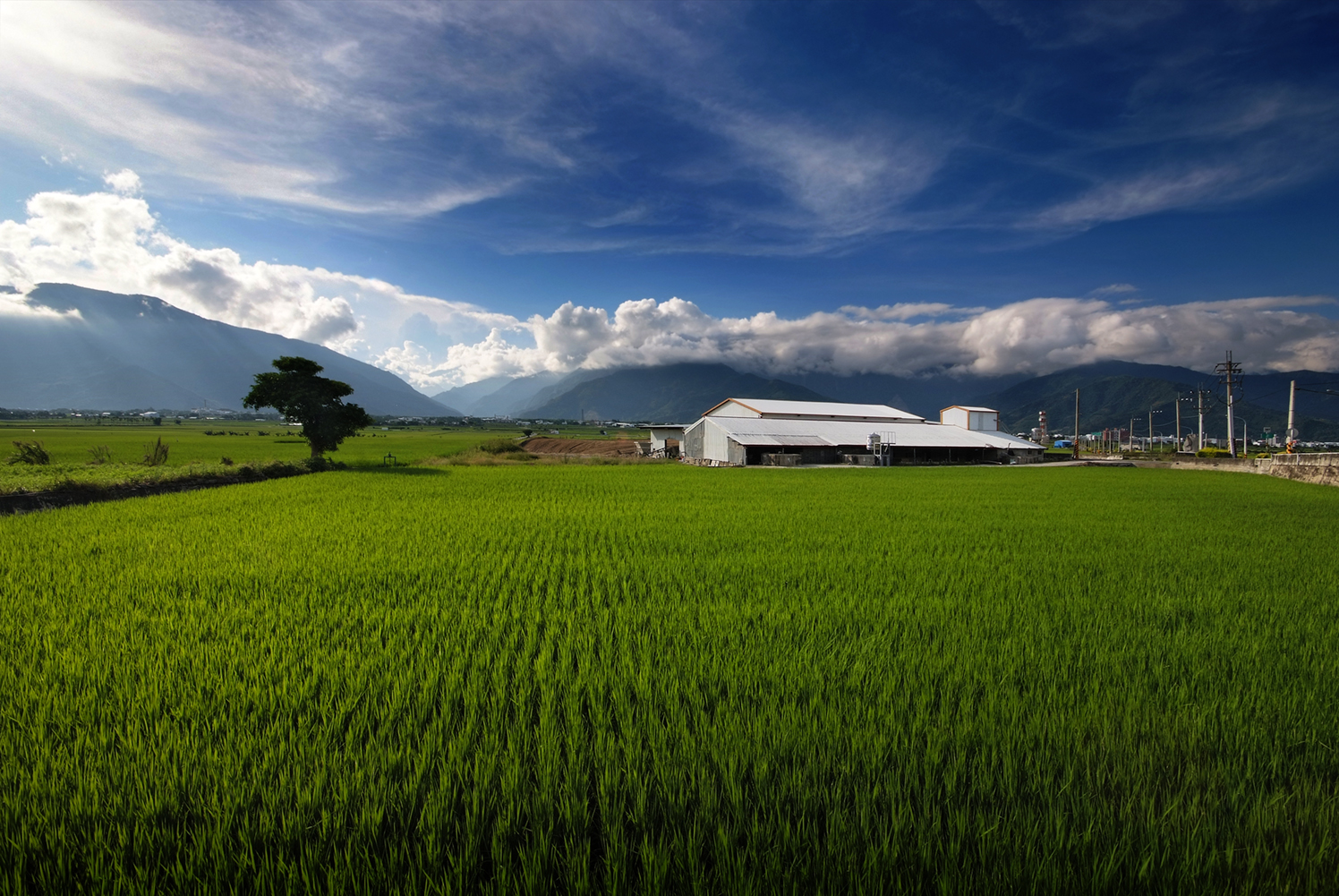
花莲县的稻田。

2013年台灣稻米的總產量為160万多公噸，總產值369亿新台币，種植面積為2703平方公里，稻米成爲台灣最有经济价值的作物。 台湾大米的品质极高。
日本殖民台湾前，台湾种植的大部分是长粒籼稻，之后日本人引进了短粒粳稻，并迅速改变了台湾人的耕作及饮食模式。

### 槟榔
2001年台灣檳榔總產量為16.5万公吨，種植面積為500平方公里。檳榔是仅次于大米的第二大经济作物。

### 可可
台湾的可可种植始于日治时期，但在二战后停止发展。1970年代開始了第二波种植浪潮，不過當時的农民因缺乏加工生咖啡豆所需的专业知识而逐渐放棄。现代发展则是由屏东的槟榔农及巧克力制造商邱銘松所推动，2007年他製造了台灣首塊用本土可可豆加工的巧克力。台湾的可可生产集中在台湾南部的屏东。因生产成本高且农场规模小，所以台湾的可可生产商主要生产庄园级可可豆。在屏东，高大的槟榔树遮蔽了可可树，因此可可树作为槟榔的伴生作物而被种植。截至 2020 年，屏东有约200-300英亩的土地种植可可树，供货给约30家巧克力制造商。 

#### 巧克力製造業
台灣栽種的可可树支撑着台湾重要的可可豆加工业及巧克力制造业。台湾成為少数几个同时为可可豆生产国但擁有成熟巧克力製造技术的国家。台湾政府在2021年收紧了有關巧克力标签的规定。

### 咖啡
1884年英国引进首批咖啡苗到台湾台南，并在新北市三峡区進行首次有重大意義的小规模种植。台南依然是台湾咖啡文化的核心。
台湾的咖啡商业化生产始于日治时期。  在引入小果咖啡苗后，1941年咖啡豆产量达到顶峰。但此后不久因二战的原因，产量下降。 台湾本土咖啡豆产量小但质量上乘，不过台湾出售的咖啡绝大部分為进口咖啡豆。2016年国产咖啡豆产量為900公吨，进口咖啡豆為3万公吨。 
咖啡果小蠹是台湾一種重要的害虫。

### 水果

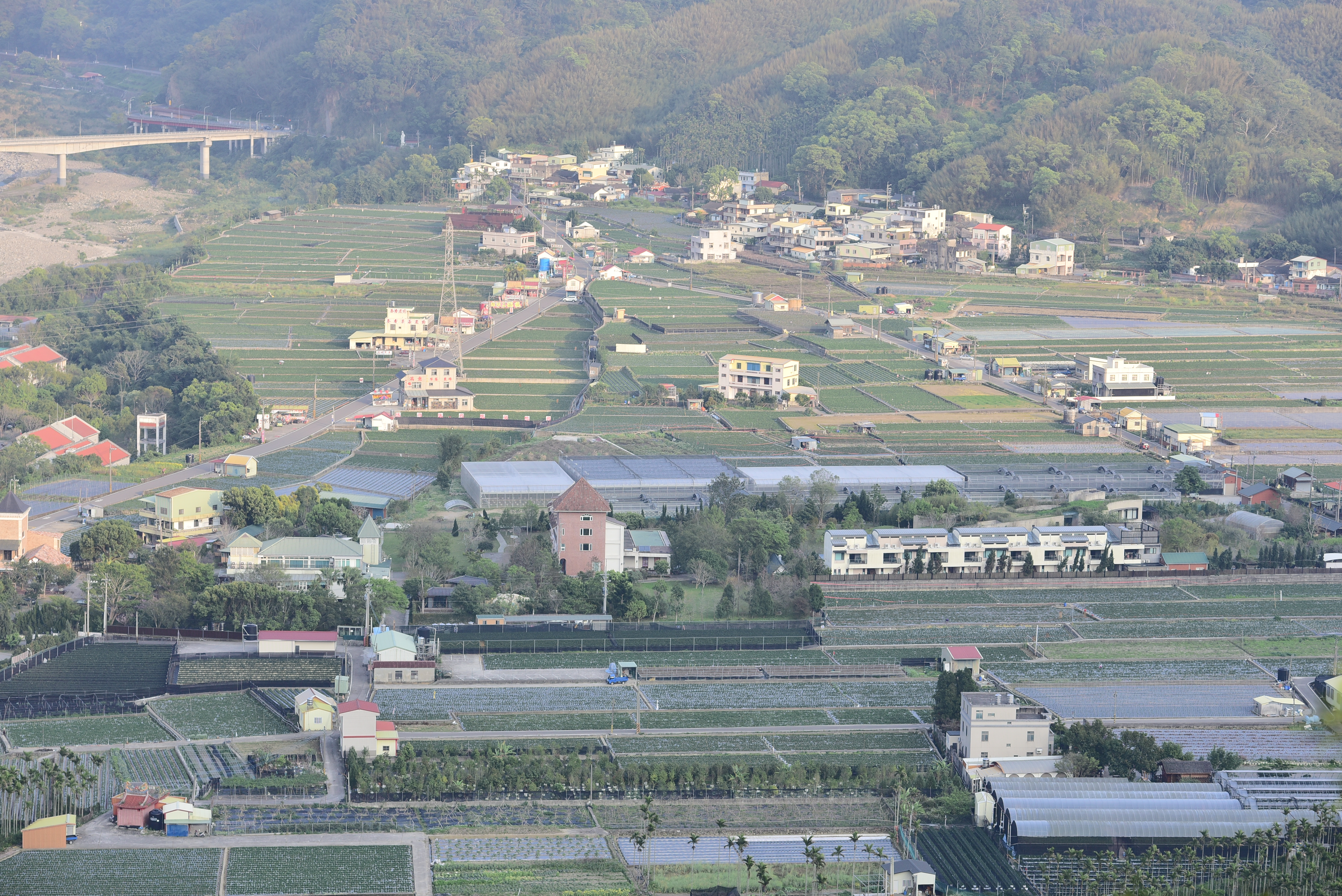
大湖草莓农场

2013年台湾水果總產量為268万公吨，總產值1.91亿美元，種植面積為1844平方公里。台灣主要栽種香蕉、葡萄、番石榴、枣、荔枝、柑橘、芒果、橙子、木瓜、菠萝、柚子、沙梨、火龙果、楊桃、草莓、西瓜和蓮霧等水果。台湾年出口6万公吨總价值達34.52亿新台币的水果。2018年進口台灣水果最多的是中国大陆。

#### 香蕉
香蕉是台湾最重要的出口水果。台灣香蕉研究所的職責是研究和开发香蕉的种植技术。

#### 釋迦

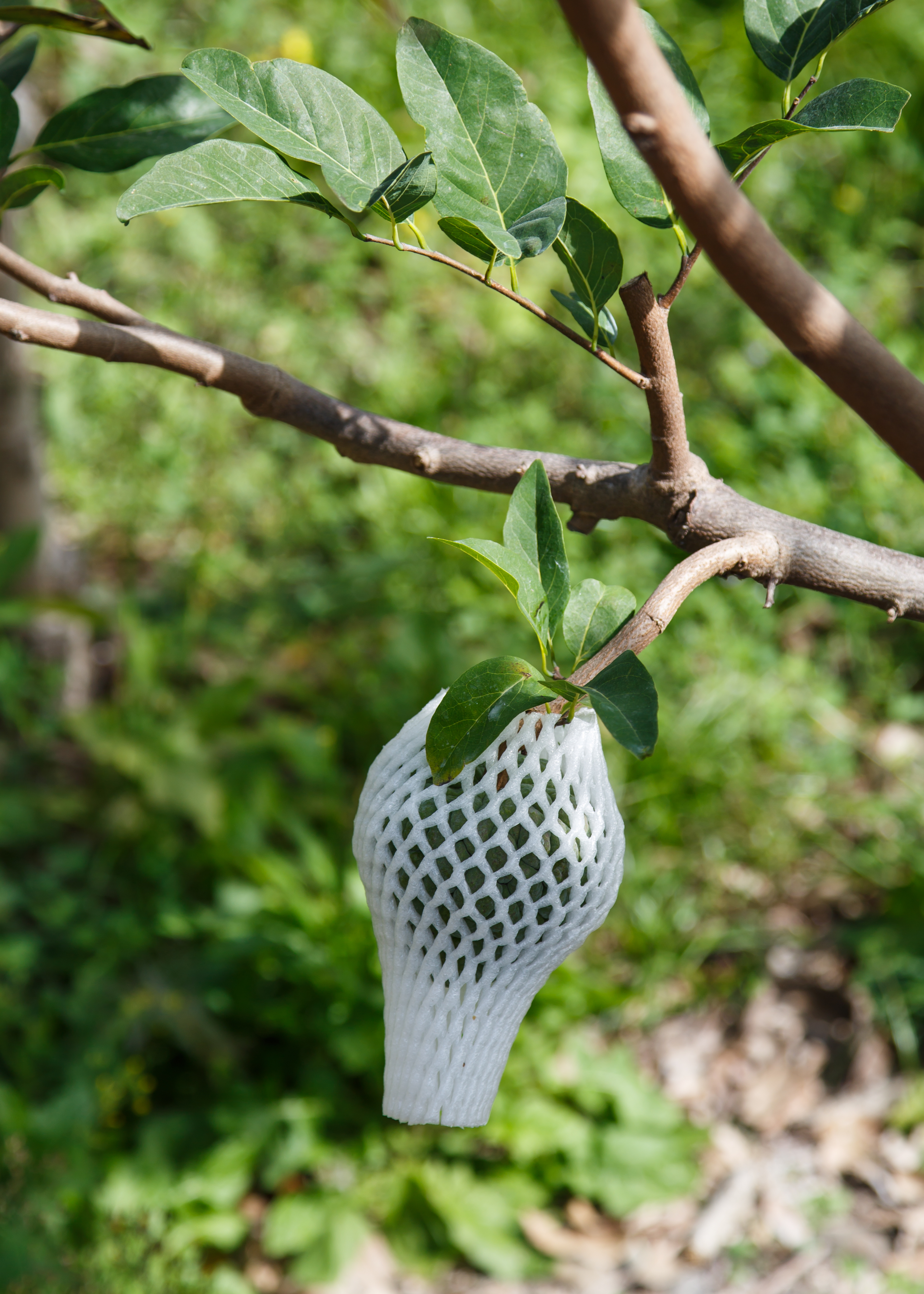
卑南鄉賓朗村的种植园中一顆生长在保护袋内的秘魯番荔枝

釋迦的主要產地在台东县、高雄和屏东县。年产量为57000公吨。統計历史數據得知有3%的产品出口到中国，2021年中国禁止进口台灣釋迦。

#### 番石榴
番石榴是台灣重要的水果产品，有一半多一点的產品出口至加拿大，2019年美国首次批准了進口台湾番石榴。

#### 芒果
台灣种植芒果的历史達400多年。过去50年愛文芒果一直占据台灣市场的主导地位。台灣首批愛文芒果在1962年由鄭罕池在台南市玉井区斗六仔村栽種。1973年政府将斗六仔村划为芒果特区。1970年代當地的居民因种植芒果而變得闻名。在利润丰厚的芒果产业中，鄭罕池被尊爲教父。传统品種的芒果被称为“土芒果”，它比现代品种的芒果小且纤维更多，所以經常被拿來腌制或做成蜜饯。

#### 鳳梨

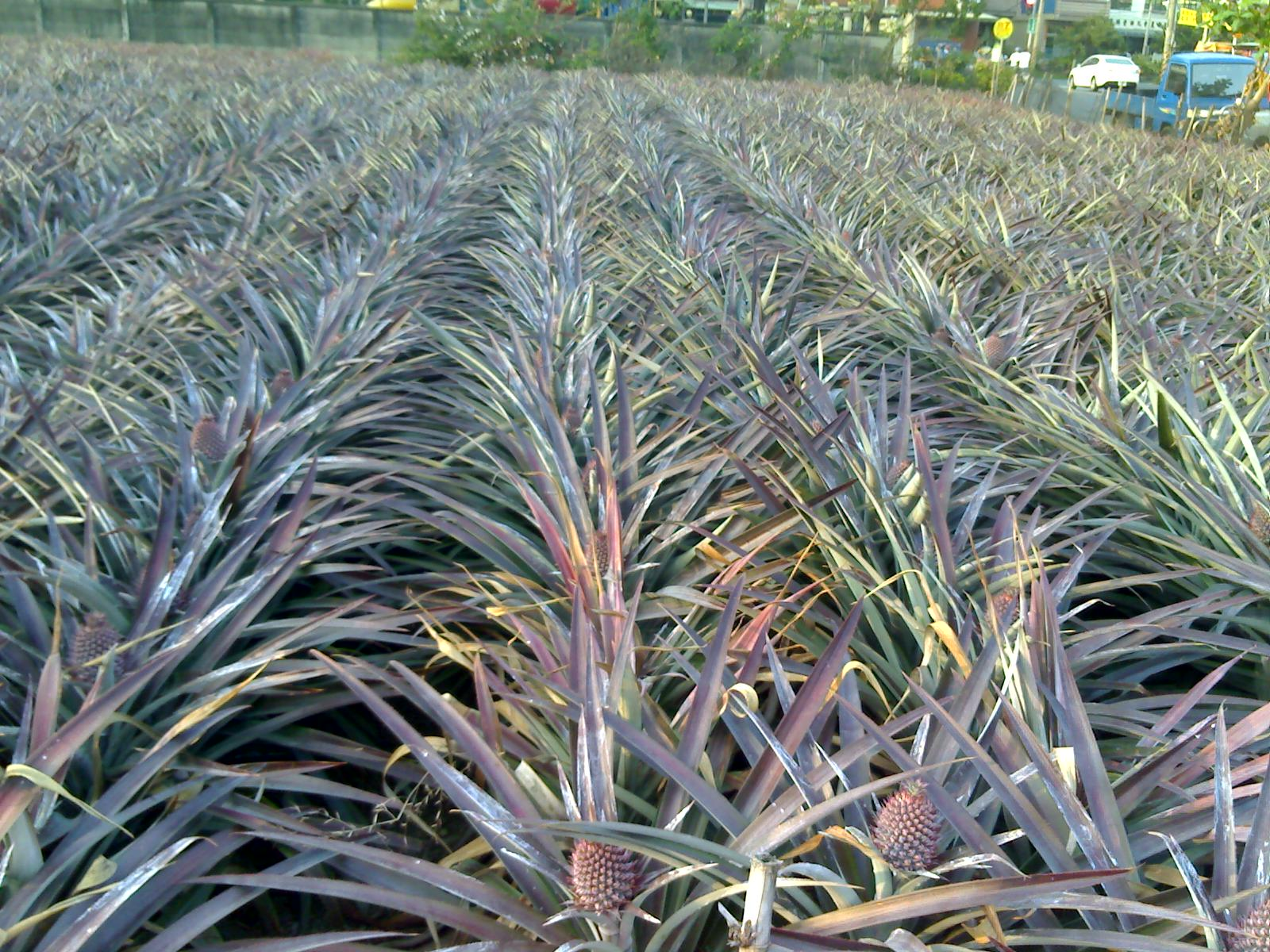
台灣的菠萝种植园

台湾是鳳梨的重要产地，主要在屏东及其他南部地区種植。其經濟價值占據台湾所有出口水果的40%。
2021年正当鳳梨采收季开始时，中国政府以之前进口的台灣鳳梨被害蟲感染爲由，禁止進口台灣鳳梨。台灣的专家、生产商和政府质疑或否认了这一说法。作爲對禁令的回應，台湾政府請求台湾人民及外交上的盟友加大消费台灣生產的“自由鳳梨”，同時台灣政府承诺提供经济援助給受禁令影響而蒙受损失的农民。外交部长吳釗燮在推特上发起了自由鳳梨运动。“自由鳳梨”倡议得到了加拿大和美国等盟国的支持，加拿大人還提到了加拿大发明的鳳梨披萨。 

#### 荔枝
台灣的荔枝产量很大，仅在高雄就有超过3000公顷的种植面积。主要產品為黑夜子和玉荷包。2021年由于干旱，产量减少。 

#### 葡萄栽培和葡萄酒酿造
台湾烟酒公司過去曾长期垄断市場，独立酿酒商在台灣曾是非法的。台湾烟酒公司過往只生产一种桃红葡萄酒。伴隨著戒嚴结束后開始的自由化運動，2002年独立酿酒商合法化，2014年台灣葡萄酒在国际比赛中赢得第一枚金牌。台湾用于酿酒的葡萄主要為1950年代引進到台灣的黑皇后及金麝香葡萄。一款台中生產的红酒在法国舉辦的第25届国际葡萄酒大赛上荣获金奖。2020年台灣葡萄酒在第26届国际葡萄酒大赛中贏得两枚金牌。台湾的葡萄采收受到台风季的影響，有時种植者被迫采摘未成熟的果實。台灣最著名的葡萄酒廠商為樹生酒莊和威石東台灣葡萄酒。 台湾的葡萄酒因其相對稀有性及高品质的特性而深受香港收藏家的珍视。台湾酿酒文化虽然一度讓人失望，但正在卷土重来。 

#### 蓮霧
台灣蓮霧的主產地在台东县、高雄市和屏东縣。年产量为47000公吨。統計历史數據得知有10%的产品出口到中華人民共和国，但其於2021年禁止進口台灣蓮霧。 

### 蘑菇
歷史上台湾原住民曾普遍食用野生蘑菇和木耳，也被用做药物和精神藥物。日治時期商業化培育技術被引入台灣。中國農村復興聯合委員會將蘑菇培育選爲重點發展項目後，蘑菇培育即從1950年代獲得快速發展。1960年台灣開始罐装蘑菇的出口，到了1963年台湾成为全球最大的蘑菇出口国，占全球市场的三分之一。1978年台灣罐装蘑菇的出口达到顶峰，隨後因蘑菇生產轉向成本更低的國家而逐漸衰退。今天台湾生产的绝大多数蘑菇在本土被消费，但蘑菇的消费量高使这个产业的產值很高。 蘑菇占有台湾蔬菜产業總產值中的18%。传统生产商因新的培育方法和本地銷售策略從而能够与大型工业化生产商保持竞争。 

### 蔬菜

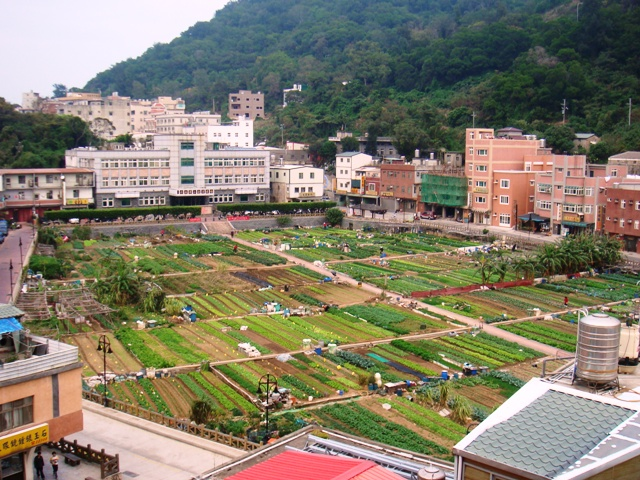
连江县的蔬菜田。

2013年蔬菜總收获量為275万公吨，種植面積為1460平方公里，總產值1.7亿美元。主要種植西兰花、白菜、胡萝卜、佛手瓜、大白菜、毛豆、茄子、芥藍、洋葱、青葱和菠菜等。蔬菜主產區在台湾的中部和南部。秋季和冬季是采收高峰期。
蔬菜栽培已日益成爲都市农业（包括垂直農業）的發展目標，因人们希望在不過度使用杀虫剂和化肥的基礎上於小面積土地上盡量提高产量。台湾希望减少对其他国家生產的新鮮蔬菜依賴度，特别是高价值蔬菜，這也推动了蔬菜产量的增加。 台湾的垂直农场是世界上最先进的。2018年桃园开业的iFarm在當时是亚洲最大的垂直农场。

#### 红薯
西班牙人将红薯引入亚洲後不久，台灣至少在1603年就開始种植红薯。但也有可能在西班牙人發現新大陸之前紅薯就已傳入台灣。紅薯迅速成为台灣民衆的主食。贫穷家庭常将红薯與大米、小米混合安置以延長紅薯保存時間。紅薯與大米、小米等其他主食不同，红薯可以在土地整備不足的情况下在山坡地上种植。日本殖民时期紅薯產量达到顶峰，1934年到1938年間台湾的产量位居世界第四，占世界總产量的3.7%，仅次于中国、日本和美国，後因二戰及经济的混亂導致产量下降。1950年代到1960年代紅薯產量再次快速增加，但大部分產品是喂猪而不是人類食用。商业化豬隻生產商改用玉米等进口谷物作为饲料后，产量再次下降。现代台湾將红薯視為根菜、叶菜和主食而加以种植。其中40%的產品出口到新加坡和香港，其余的在国内銷售或加工成食品。在歷史上红薯因与贫穷有關聯，這導致了许多长辈不愛食用红薯，但红薯继续在台湾美食中扮演重要角色。
1922年台湾农业研究所嘉义研究站开始对紅薯进行研究。1971年成立的亞蔬中心在往後20年一直是全球主要的紅薯研究機構，亞蔬中心成立的頭两年中對紅薯進行了超过1600次的改良，到了1991年因研究成本高昂及出現了其他更專業的研究機構而結束了研究。亞蔬中心将其研究成果和胚種转移到了国际马铃薯研究中心和台湾农业研究所。
红薯的主要產區在云林县、台中县、苗栗县及彰化县。花莲县因有独特的红薯品种而闻名。

### 茶葉

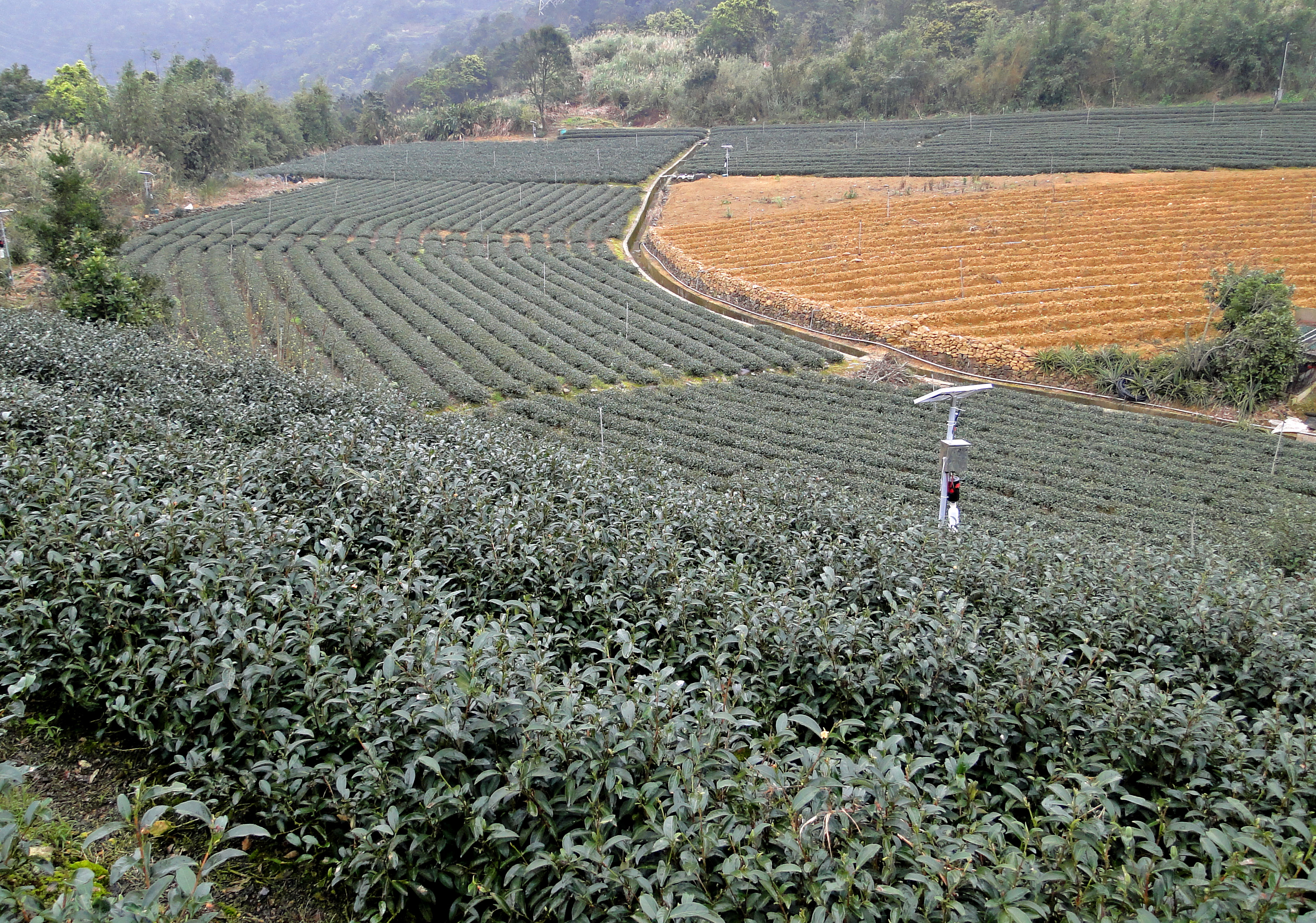
新北市的茶园。

2013年台湾出產约15000公吨茶葉，其中出口3919公吨茶葉，总产值為69.2亿新臺幣。台湾出产的茶叶有乌龙茶、文山包種茶、绿茶和红茶。台湾大约在两百年前開始种植茶葉。

### 花卉

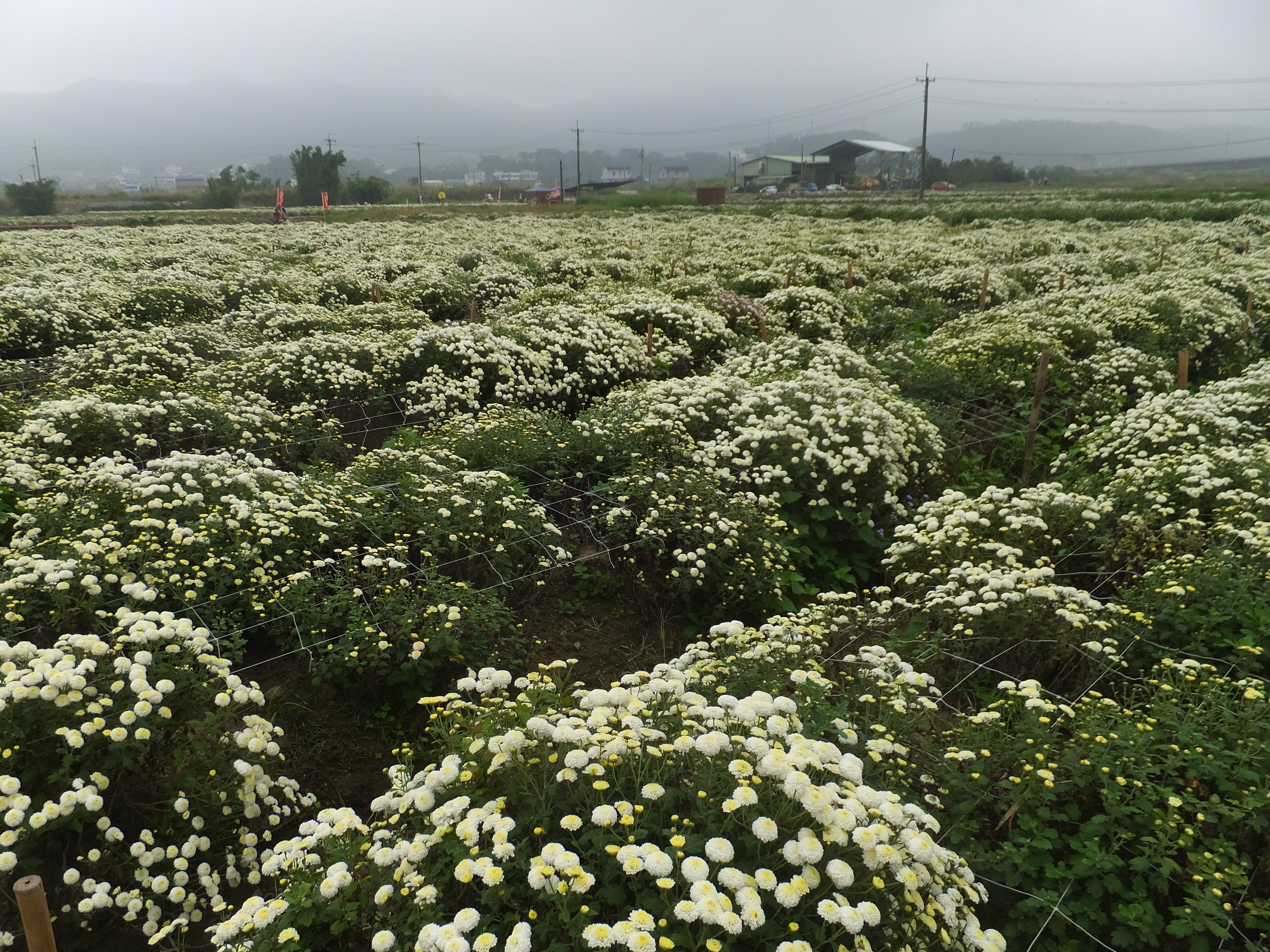
九湖的菊花園

2013年台湾出產的花卉總產值為165.2亿新台币，其中出口1.897亿美元。花卉种植面積為138平方公里，菊花的種植面积最大。2013年蘭花佔台灣花卉出口總值的87%，台湾也是全球最大的兰花出口国， 台湾花卉主要向美国、日本和荷兰出口。
新冠肺炎疫情致使以出口为导向的台灣花卉業受到影响，但国内消费增加，政府也扶持行業保持盈利。
台湾最大的花草市场是台北花市
台灣最大的产业协会為台灣區花卉發展協會。 

### 禽畜

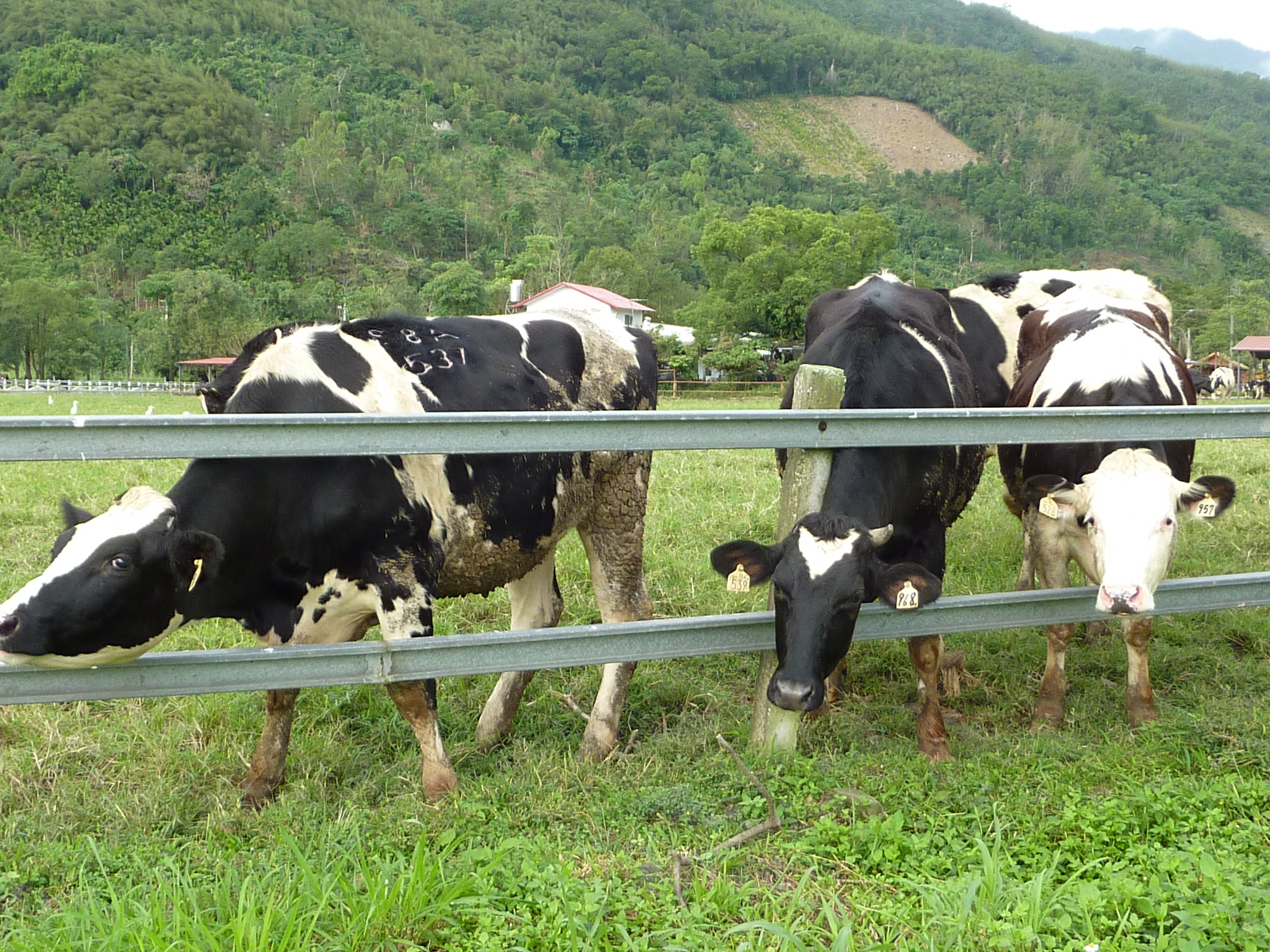
花莲縣的牛

2013年台湾牲畜和家禽的總產值為1500亿新台币。台湾主要家畜是猪。主要家禽是鸡，多用於產肉和產蛋。台灣對外出口畜产品10890吨，进口畜产品295063吨。
鹅是台湾重要的家禽，也是台灣美食的重要组成元素。
荷蘭將火鷄引入到台灣後，火鷄就一直在台灣被飼養。20世紀50年代美軍進駐台灣，因應美军的需求此時火鸡产量有所增长。美军撤离后火鷄的产量仍然很大。
1932年日本引進非洲大蜗牛到台灣後就成为台灣农村饮食文化的重要組成元素。不過直到1980年代白玉種蝸牛商业化养殖后才普及了對蝸牛的消费。
台湾是山羊的重要产国，但绵羊產量很少，台灣對這兩種羊的烹饪方式几乎没有区别。台湾大部分出售的羊肉為山羊肉 
| 類型       | 家畜 | 家禽 |
| ---------- | --- | --- |
| 本土種     | 桃園豬、蘭嶼豬、水牛、黃牛、金門黃牛、源興牛、臺灣黑山羊、臺灣褐色山羊、臺灣水鹿、臺灣梅花鹿 | 峨眉土雞、花蓮土雞、竹崎土雞、金門土雞、內門土雞、信義土雞、褐色菜鴨、黑色番鴨、白色土鵝、褐色土鵝 |
| 外來種     | 藍瑞斯豬、約克夏豬、杜洛克豬、漢布夏豬、盤克夏豬、梅山豬、曼加利察豬(綿羊豬)、荷士登乳牛(荷蘭乳牛)、娟姍乳牛、聖達牛、布拉曼牛、布蘭格斯牛、安格斯牛、海弗白面牛、努比亞山羊、撒能山羊、阿爾拜因山羊、吐根堡山羊、波爾山羊、考利黛爾綿羊、巴貝多黑肚綿羊、紅鹿、黇鹿、威爾斯小型馬、法拉貝拉迷你馬、安哥羅門馬、紐西蘭白兔、雷克斯兔 | 蘆花雞、洛島紅雞、紐漢西雞、來亨雞、龍門蛋雞、無鱗雞、絲羽烏骨雞、北京油雞、名古屋雞、樂絲肉雞、雷柏有色雞、伊莎蛋雞、北京鴨、櫻桃谷鴨、白色番鴨、白羅曼鵝、土魯斯鵝、澳洲黑天鵝、啞天鵝、火雞、日本鵪鶉、藍頸駝鳥 |
| 新品種     | 李宋豬、畜試黑豬一號、畜試迷彩豬、畜試花斑豬、高畜黑豬、蘭嶼豬保種品系、蘭嶼豬GPI-CRC-PGD基因純合型品系、桃園豬保種品系、賓朗豬、台灣水牛、台灣黃牛、台灣黑山羊花蓮品系、台灣黑山羊恆春品系、吉安山羊、墾丁山羊、畜試紅豬 、平埔黑豬                                                                                                 | 畜試土雞品系七、畜試土雞品系九、畜試土雞品系十一、畜試土雞品系十二、興大土雞101品系、畜試土雞高畜7號、畜試土雞高畜9號、畜試土雞高畜11號、畜試土雞高畜12號、凱馨桂丁土雞、畜試白絲羽烏骨雞、豐輝下營紅牌土雞、黑絨烏骨雞、宜蘭白鴨台畜一號、褐色菜鴨畜試一號、褐色菜鴨畜試二號、褐色菜鴨畜試三號、白色番鴨畜試1號、五結黑色番鴨、五結白鴨、褐色菜鴨高飼效品系、北斗白鵝畜試壹號、北斗白鵝畜試貳號、北斗褐鵝畜試壹號、季新鴨(北京鴨長受精持續性品系)、花畜鬥雞、凱馨錦達烏骨雞、進興番鴨、天晴烏骨雞 、瑞興土雞K113品系 |
| 育成中品種 | 台灣白兔、天噸乳牛、臺灣白水牛、微小型豬、台糖黑豬(森悅豬)、老埤黑豬(高畜黑豬高肉質品系)、高產茸水鹿 | 豐和青殼蛋烏骨雞、高產蛋數畜試土雞、高產蛋數北斗白鵝、北斗黑天鵝 |

̽* 此表資料來自台灣畜產種原資訊網

### 渔业和水产养殖業

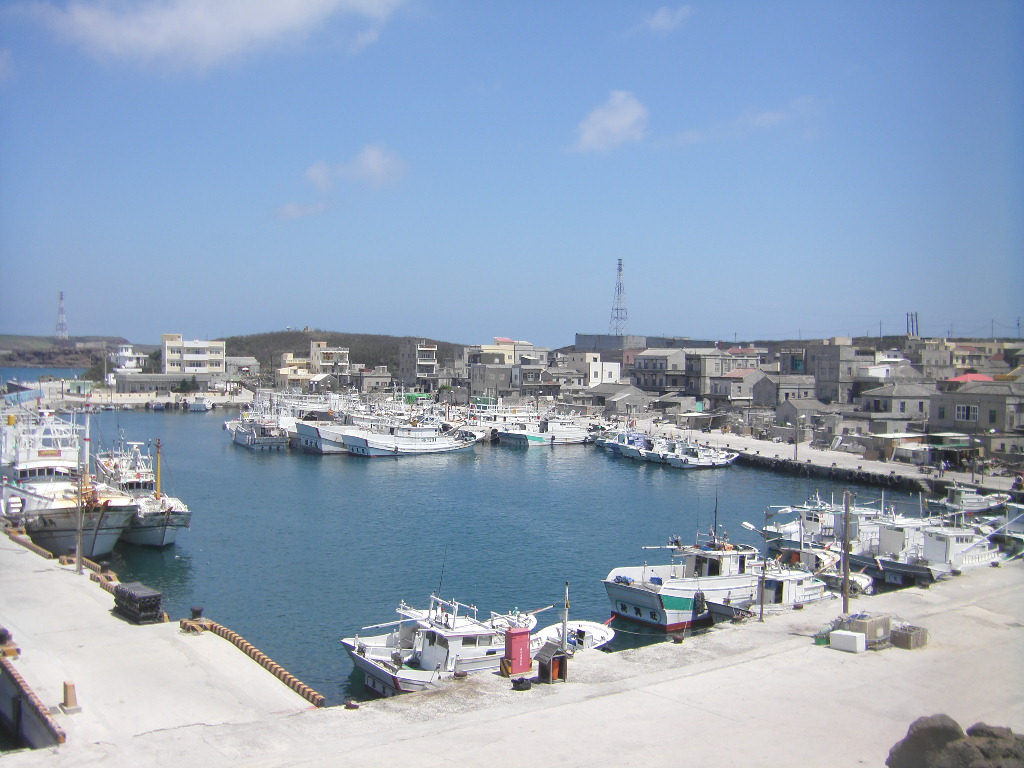
澎湖县的渔港

台湾水产养殖業歷史悠久。2006年台湾近海水产养殖業總產值為118.17亿新台币。
進入21世纪台湾水产养殖业面臨外國的激烈競爭及勞动力短缺等困境，同時水产养殖业開始積極應對。台湾的水产养殖业日益依賴高科技。台湾政府擁有六个渔业和水产养殖研究中心。
台湾水产养殖業最重要的贸易展览会是台湾水产养殖博览会暨论坛，同期举办的還有台湾畜牧业博览会暨论坛、亚洲农业科技博览会暨论坛。
台湾在全球遠洋渔业中的角色十分重要，與之相关的鱼类加工业也很重要。台湾的公司擁有全球超过三分之一的延绳捉捕金枪鱼渔船。远洋捕魚船达2000多艘。遠洋渔业的總產值預估有20亿美元。台灣遠洋漁業就業人员有35万人，漁戶13万戶。

## 農業经济

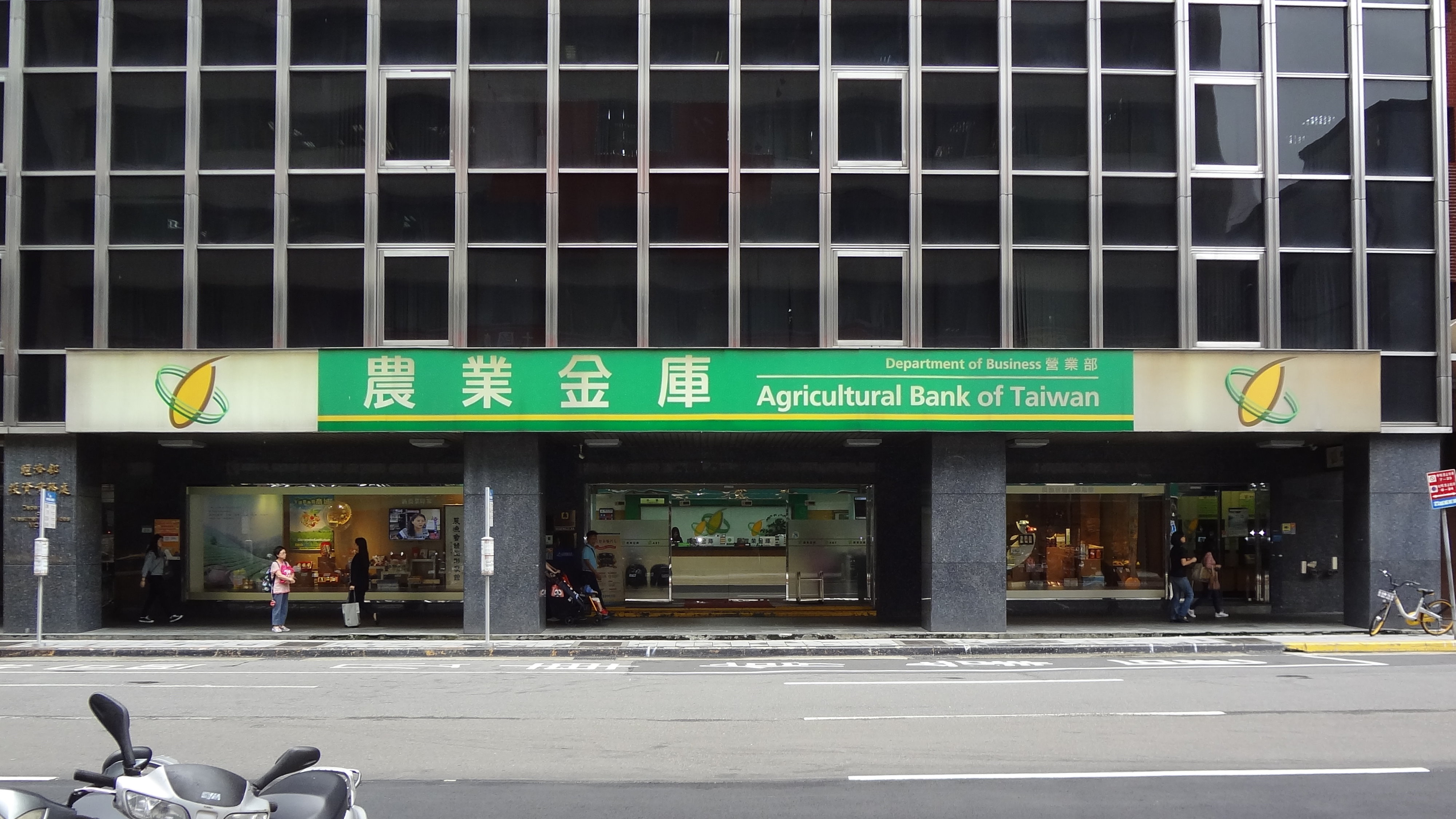
農業金庫在台北的原总行

2013年台灣农業部門總产值為4759亿新台币，约占台灣GDP的1.69%。如果算上與农业相关的旅游业，那麽它為台湾貢獻了約11%的GDP。台湾每年出口约50亿美元的农产品到加拿大、中国大陆、日本、中东、新加坡和美国。 

### 農業人力
台湾大约有54万人在农业部门就職，约占总人口的5%。1997年大约有78萬戶农户，其中80%是兼职农户。每户农户平均有1.1公顷耕地。

### 農業金融

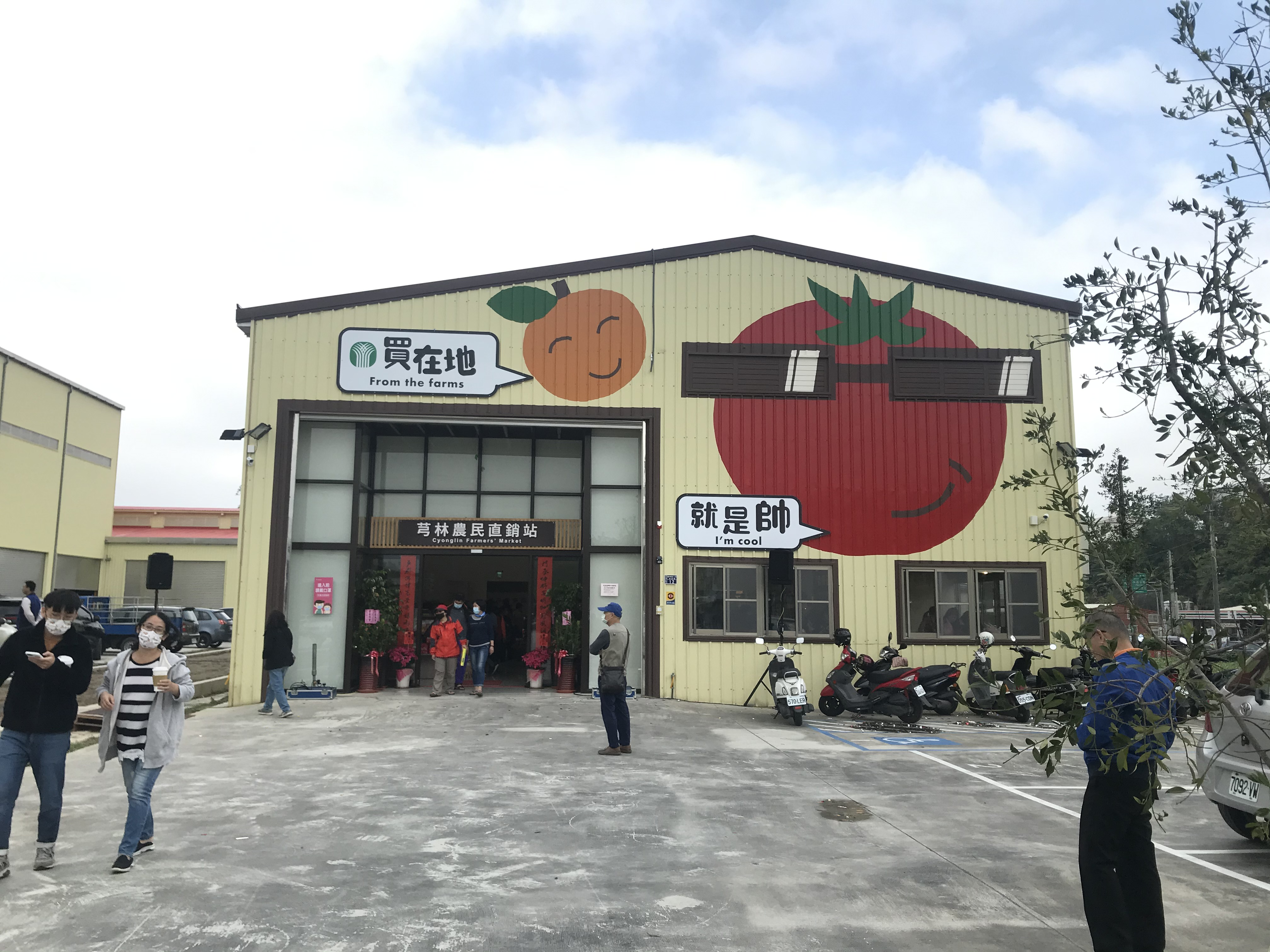
新竹县芎林鄉的农贸市场

台灣農業融資體系由全國農業金庫和農漁會的信貸部門所組成，同時受到農業金融局的監督。農業信用保證基金則爲沒有足夠抵押品的農民提供融資。

### 商貿活動
- 南投茶业博览会[69]

## 農業組織

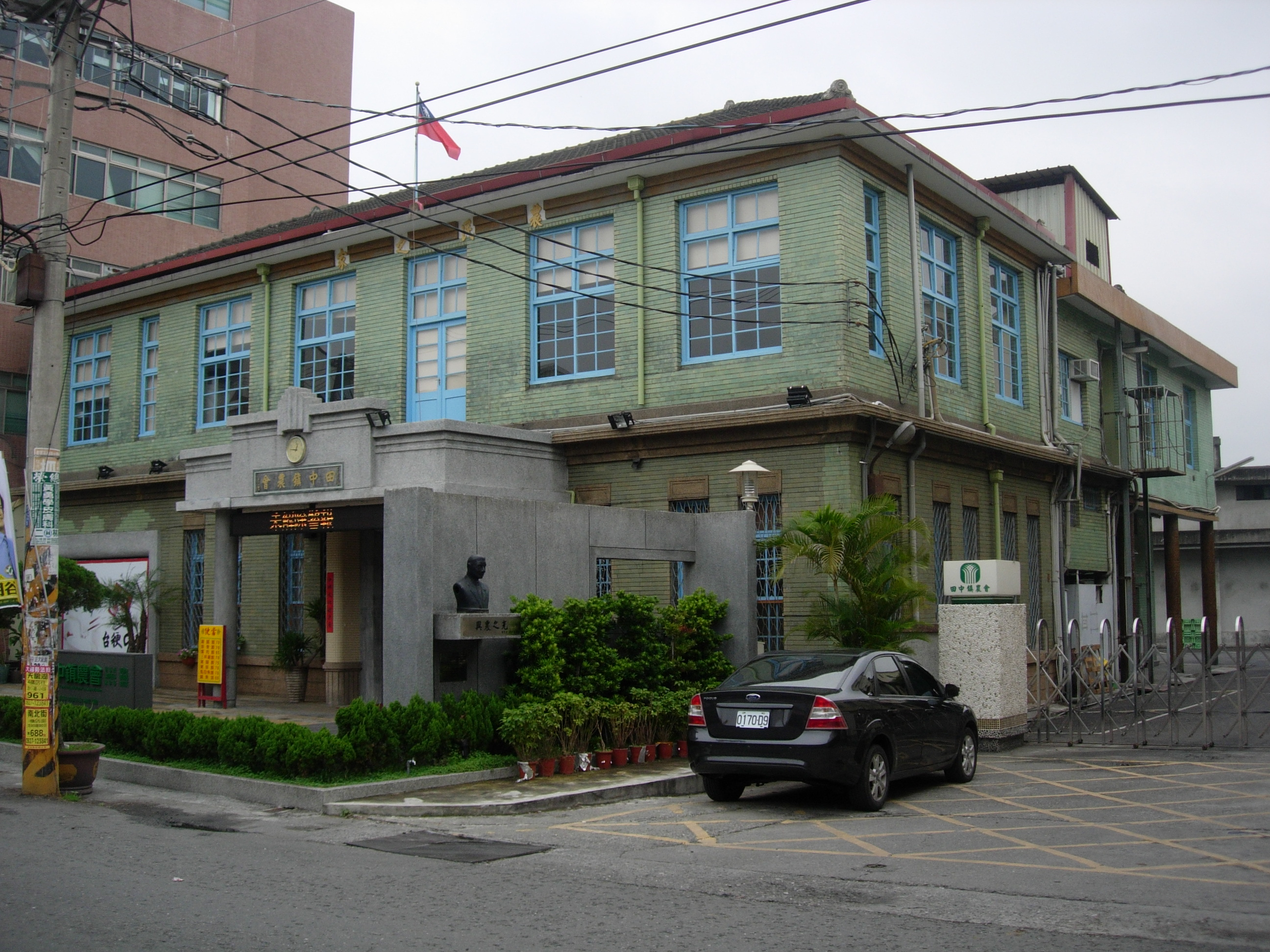
彰化县田中的农民协会。

台湾各地都有政府援助的农民组织，为农民提供全面的幫助，如農業資源的供給與分配，金融服务等。台湾有302个农民协会、40个渔民协会和17个灌溉协会。

### 農業政治
2007年6月15日成立的台湾农民党是一个与农业及农民有關的政党，但该党在立法院没有席位。 

## 農業研究

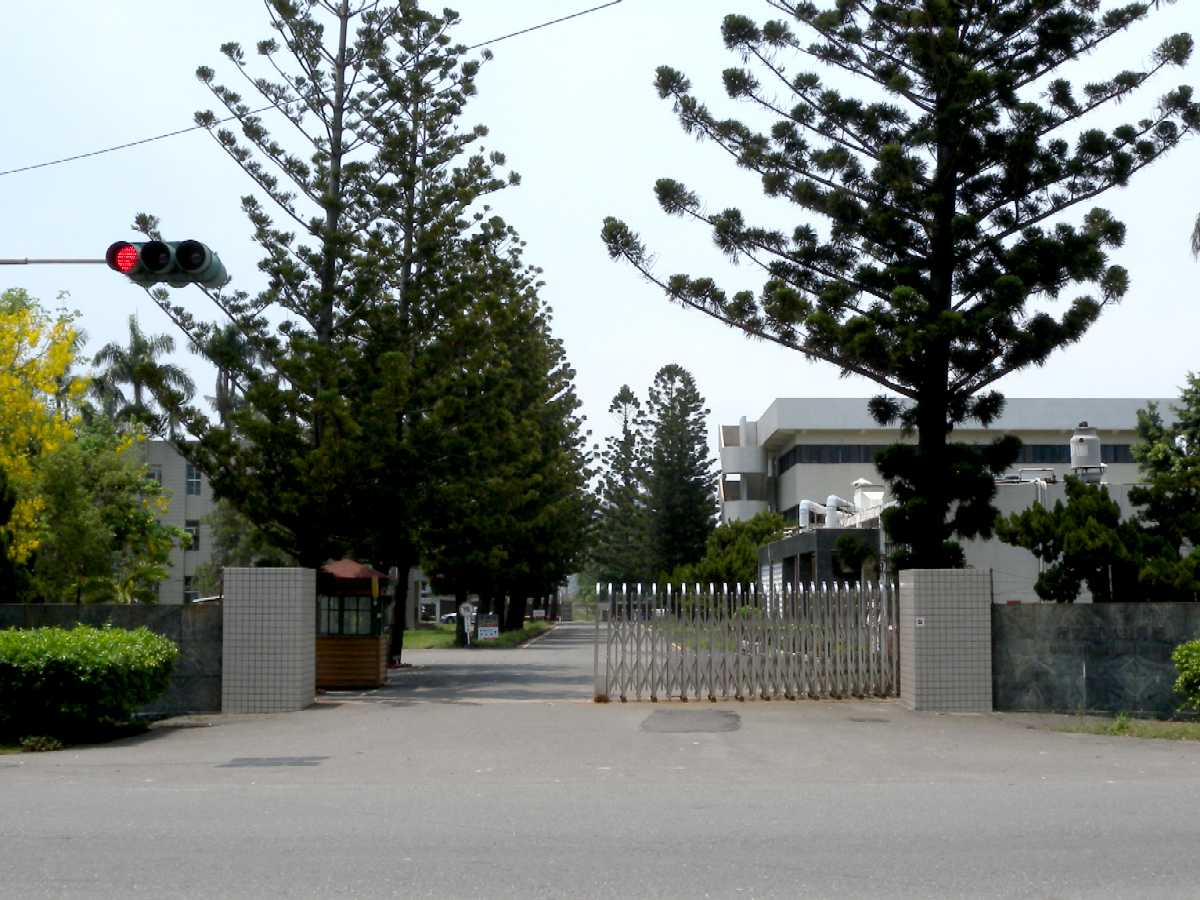
位處台南的台糖研究所

行政院農業委會设有16个研究机构，用於開發和創新農產品技術。2013年向民間技術轉讓了123項研究成果，特许使用权费用约8400万新台币。

### 研究中心
- 金門水產試驗所
- 台湾香蕉研究所
- 畜產試驗所
- 台糖研究所
- 茶業改良場

## 農業技术

### 農用空间规划
台灣的農用空間規劃由台湾农地信息服务网所承攬，依靠福爾摩沙衛星二號收集數據。公衆可查詢农地可用性、土壤属性、种植适宜性、灌溉基础设施、土地使用分区、土地整理等信息。

## 糧食安全

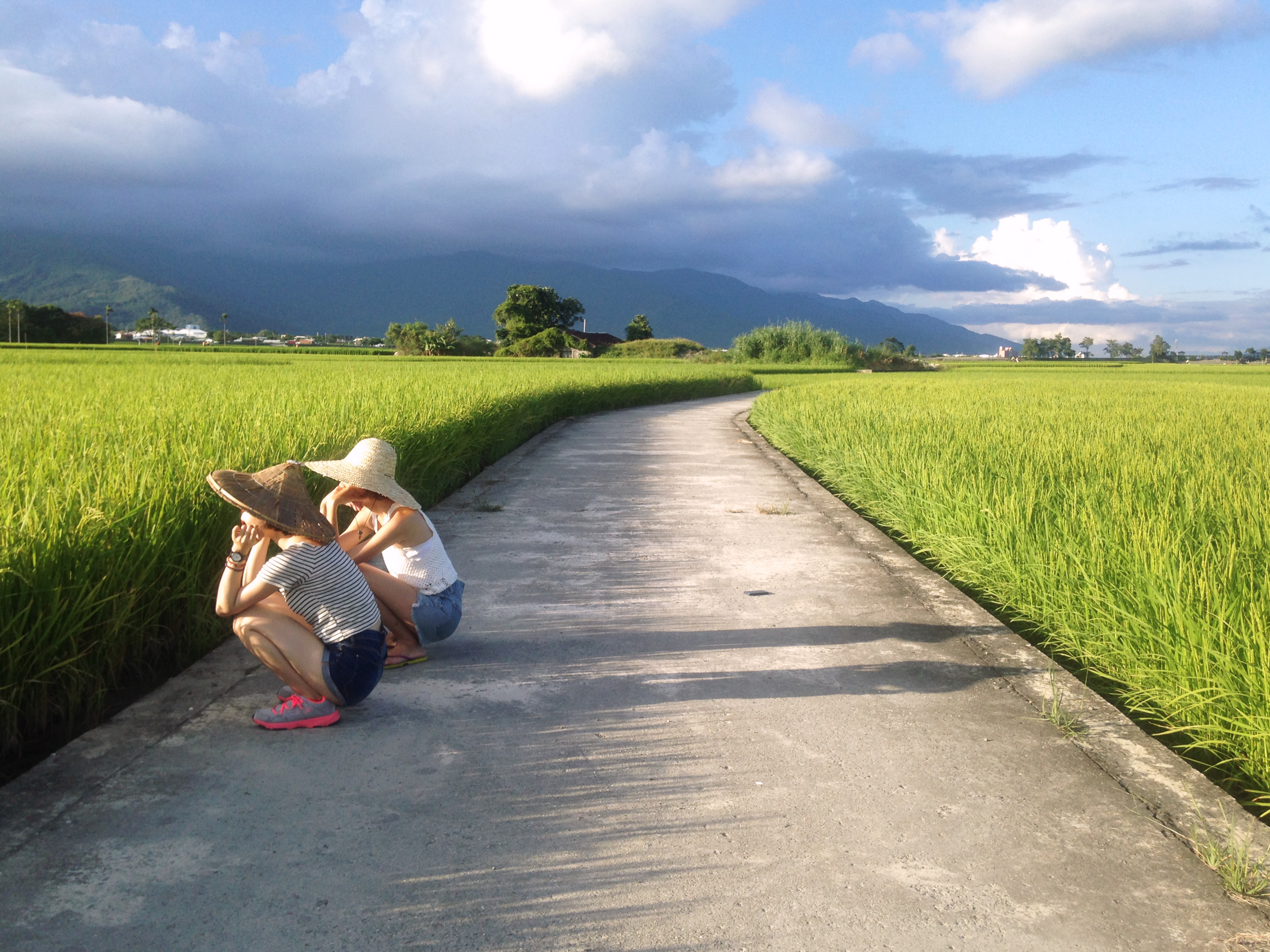
台东池上的稻田

2020年台湾粮食自给率为35%。 蔡英文总统曾表示她希望台湾的粮食自给率能在短期内提高到40%。
2021年台灣有18个月的大米储备，6个月的水果和蔬菜储备 。 

## 農業的能源消耗
2014年农业部门共消耗2832.9亿千瓦时的电力。2000年至2009年农业每年平均耗水158.1亿吨。

## 觀光農業

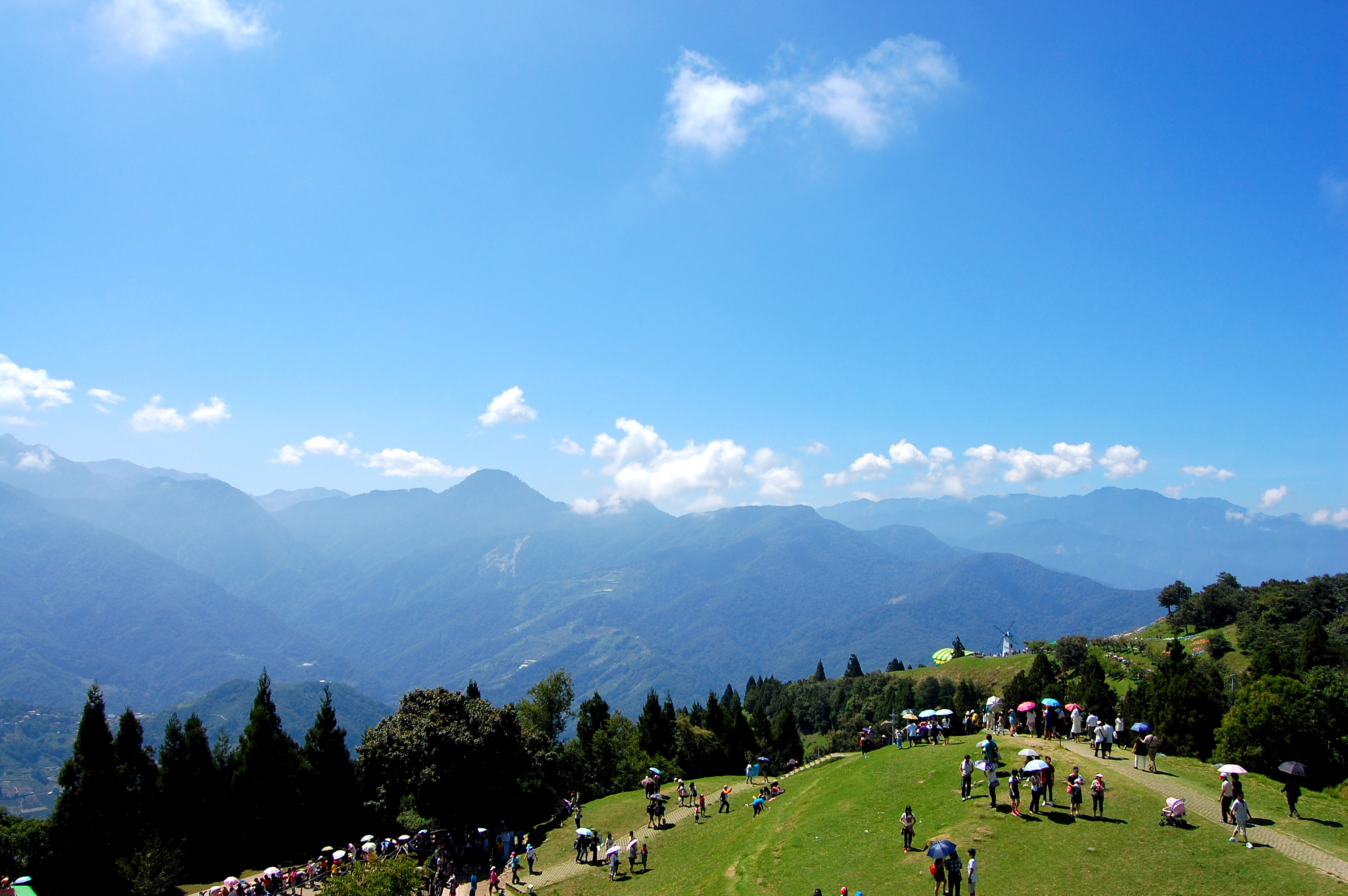
南投縣的清境農場。

近年来觀光農業日益在台湾受到歡迎。政府在农场和渔村周围建立起了集农产品、自然風光和節慶活動为一体的休闲区。2013年台灣建立了超过75个休闲农场，获得許可的休闲农场近317个。台湾的美食博物馆也不少。
觀光農業對台灣農業部門總收入貢獻良多。很多小型家庭式农场主主要依靠旅游觀光生活。休闲农场、农场旅游、农场住宿和其他与農業相关的旅游活动很受台湾国内游客和国际游客欢迎。台湾政府大力支持觀光農業的發展。2018年部落格TreeHugger将台湾評為全球最佳的農業觀光目的地。

### 觀光农场
二結農會穀倉、飞牛牧场、福寿山农场、复兴谷仓、北門井仔腳瓦盤鹽田、清境農場、瑞穗牧場、香格里拉休闲农场、山隴蔬菜公園、头城农场、走馬瀨農場和武陵農場。
2021年因爲2019冠状病毒病疫情影響，造成旅游業蕭條，农委员会宣布对休闲农场提供补贴。 

### 農地轉化
鰲鼓濕地和觸口自然教育中心。

### 博物馆

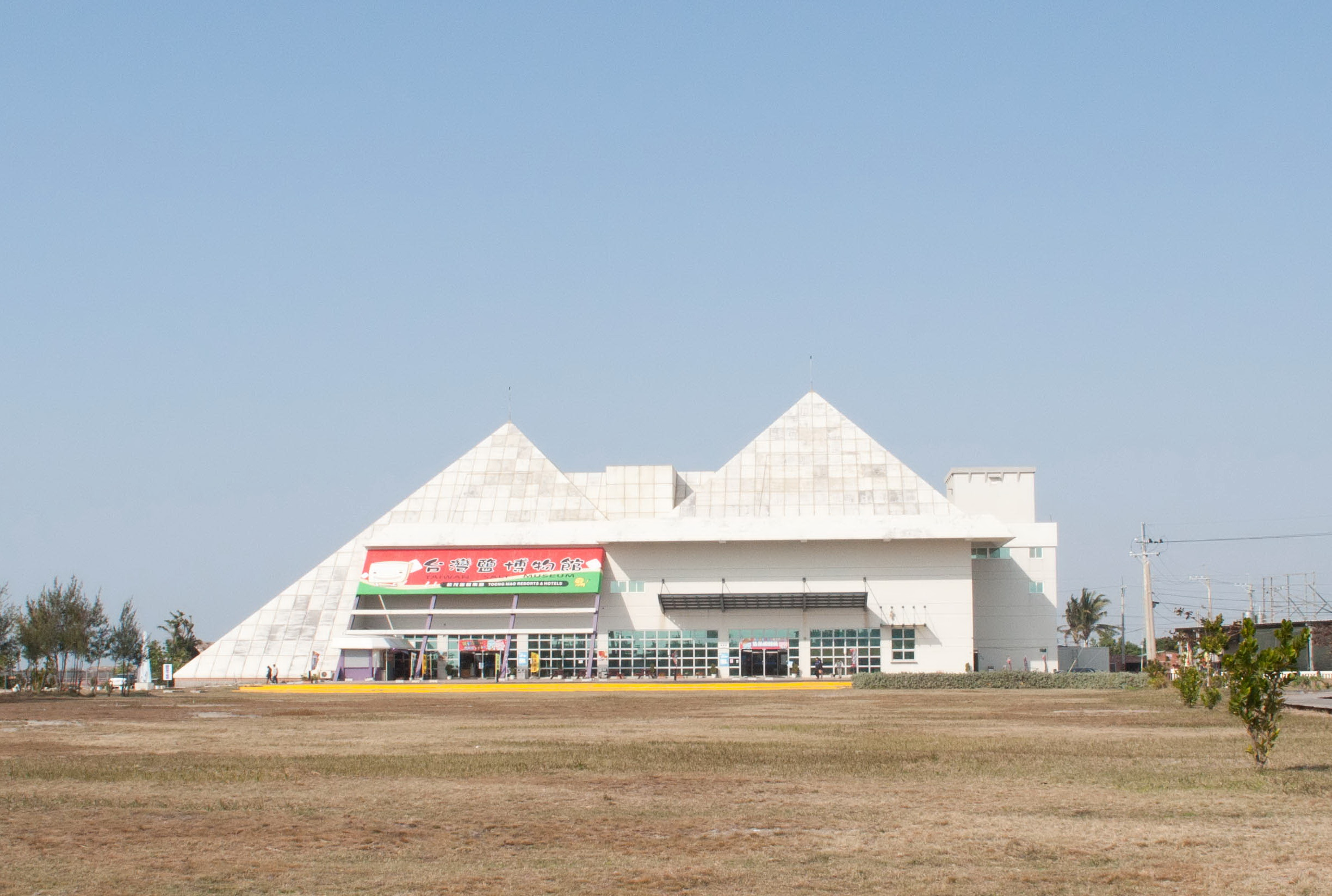
臺灣鹽博物館

七星柴魚博物館、可口可乐博物馆、蜜蜂故事館、郭元益糕餅博物館、品皇咖啡博物館、坪林茶業博物館、臺灣滷味博物館、黑金釀造館、青蔥文化館、台灣麻糬主題館、台湾牛轧糖博物馆、臺灣鹽博物館、台湾糖业博物馆、登峰魚丸博物館、悟饕池上飯包文化故事館、甲子蘭酒文物館、巧克力共和國、竹子湖蓬莱米原种田故事馆。